# Gran Premio Selección
El Gran Premio Selección es la carrera más importante y tradicional a la que pueden aspirar las potrancas de 3 años, dentro del proceso selectivo de su sexo, y se disputa en el Hipódromo Argentino de Palermo, en pista de arena, sobre un trazado de 2000 metros. Dependiendo de la programación del calendario anual, esta prueba suele llevarse a cabo entre los meses de agosto y noviembre de cada año.
Está calificada como una competencia de Grupo 1 en la escala internacional, y su primera edición data de 1893, ganada por Etoile, una potranca propiedad de Guillermo Kemmis.
Este clásico tiene un homónimo en el Hipódromo de La Plata, denominado oficialmente Gran Premio Selección de Potrancas, que generalmente se disputa un mes antes y forma parte del proceso selectivo propio del circuito platense.

## Últimas ganadoras del Selección
| Año  | Ganadora         | País | Jockey              | País | Padre              | País | Madre            | País | Criador                     | Caballeriza           | Colores            |
| ---- | ---------------- | ---- | ------------------- | ---- | ------------------ | ---- | ---------------- | ---- | --------------------------- | --------------------- | ------------------ |
| 2024 | Inconmensurable  |      | William Pereyra     |      | Cosmic Trigger     |      | Mint Brownie     |      | Haras Juan Antonio          | Stud Haras Yo-Bru-Gi  |                    |
| 2023 | Romance Sea      |      | Facundo Coria       |      | Seahenge           |      | Romance Night    |      | Haras La Pasión             | Rubio B               |                    |
| 2022 | Nos Dijimos Todo |      | Gustavo Calvente    |      | Cosmic Trigger     |      | Formalizadita    |      | Haras Juan Antonio          | Juan Antonio          |                    |
| 2021 | Carta Embrujada  |      | Juan Carlos Noriega |      | Storm Embrujado    |      | Carta Ganadora   |      | Haras La Leyenda De Areco   | La Leyenda            | Horse racing silks |
| 2020 | Mumy Beach       |      | Facundo Coria       |      | Treasure Beach     |      | Mumy Stripes     |      | Estancia La Josefina        | Rodolfo Pedro         |                    |
| 2019 | Nastia           |      | Fabricio Barroso    |      | Fortify            |      | Stormy Nimble    |      | Haras La Biznaga            | Mme. Fabre (FR) (SI)  | Horse racing silks |
| 2018 | Summer Love      |      | Juan Carlos Noriega |      | Freud              |      | Summer Spirit    |      | Haras La Leyenda de Areco   | La Leyenda            | Horse racing silks |
| 2017 | Care Lady        |      | Eduardo Ruarte      |      | Equal Stripes      |      | Care For         |      | Haras Abolengo              | Los Cardones          | Horse racing silks |
| 2016 | Blue Prize       |      | Francisco Gonçalves |      | Pure Prize         |      | Blues For Sale   |      | Bioart S.A.                 | La Manija             | Horse racing silks |
| 2015 | Doña Joya        |      | Adrián Giannetti    |      | Jump Start         |      | Joya Latina      |      | Haras San Benito            | San Benito            | Horse racing silks |
| 2014 | Kalithea         |      | Altair Domingos     |      | Exchange Rate      |      | Katherine's Halo |      | Haras Santa Inés            | Santa Inés            | Horse racing silks |
| 2013 | Mary's Gold      |      | Juan Cruz Villagra  |      | Mutakddim          |      | Mary's Luck      |      | Haras Abolengo              | Rubio B.              | Horse racing silks |
| 2012 | Caldine          |      | Juan Carlos Noriega |      | Roman Ruler        |      | Comodora         |      | Haras Vacación              | Vacación              | Horse racing silks |
| 2011 | Balada Sale      |      | Pablo Falero        |      | Not For Sale       |      | La Balada        |      | Haras Vacación              | Vacación              | Horse racing silks |
| 2010 | Catch The Mad    |      | Edwin Talaverano    |      | Catcher In The Rye |      | Crazy Wells      |      | Haras Firmamento            | Firmamento            | Horse racing silks |
| 2009 | Kalath Wells     |      | Edwin Talaverano    |      | Poliglote          |      | Kalath           |      | Haras Firmamento            | Firmamento            | Horse racing silks |
| 2008 | Miss Match       |      | Julio César Méndez  |      | Indygo Shiner      |      | Miss Simpatía    |      | Haras La Quebrada           | Bonaventura           | Horse racing silks |
| 2007 | Fiesta Lady      |      | Juan Carlos Noriega |      | Southern Halo      |      | Fiereze          |      | Haras La Esperanza          | La Esperanza          | Horse racing silks |
| 2006 | Emotion Parade   |      | Edwin Talaverano    |      | Parade Marshal     |      | Cronaxia         |      | Haras Firmamento            | Firmamento            | Horse racing silks |
| 2005 | Kespléndida      |      | Jorge Valdivieso    |      | Lode               |      | Kelmina          |      | Haras Santa María de Araras | Santa María de Araras | Horse racing silks |
| 2004 | Forty Marchanta  |      | Jorge Valdivieso    |      | Roar               |      | Marcha Toss      |      | Haras La Biznaga            | La Biznaga            | Horse racing silks |
| 2003 | Perugia Wells    |      | Damián Ramella      |      | Poliglote          |      | Perugia          |      | Haras Firmamento            | Firmamento            | Horse racing silks |
| 2002 | Semblanza        |      | Pablo Falero        |      | Roy                |      | Sofaifa          |      | Haras Vacación              | Vacación              | Horse racing silks |
| 2001 | Netherland       |      | Pablo Falero        |      | Roy                |      | Nítida           |      | Haras Vacación              | Vacación              | Horse racing silks |
| 2000 | Miss Linda       |      | Jorge Valdivieso    |      | Southern Halo      |      | Miss Peggy       |      | Haras La Quebrada           | Triunvirato           | Horse racing silks |
| 1999 | Lovellon         |      | Jacinto Herrera     |      | Potrillón          |      | Helen D.         |      | Haras La Madrugada          | P.G.R.                | Horse racing silks |
| 1998 | Potrizaris       |      | Jacinto Herrera     |      | Potrillazo         |      | Chaldee          |      | Haras La Madrugada          | Tori                  | Horse racing silks |
| 1997 | Croassant        |      | Pablo Falero        |      | Confidential Talk  |      | Crevette         |      | Haras Vacación              | Vacación              | Horse racing silks |
| 1996 | Blue Baby Blue   |      | Guillermo Sena      |      | Forever Sparkle    |      | Blue Ridge Gal   |      | Haras Santa María de Araras | Santa María de Araras | Horse racing silks |
| 1995 | Ski Iberia       |      | Jorge Valdivieso    |      | Political Ambition |      | Iberienne        |      | Haras Bariloche             | Vacación              | Horse racing silks |